# Murasoli Maran

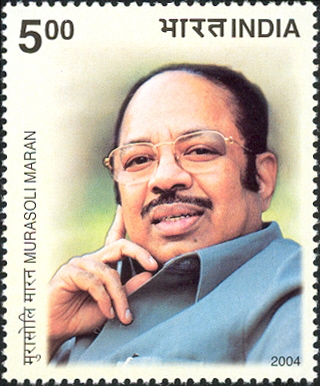

Murasoli Maran (Tamil: முரசொலி மாறன் Muracoli Māṟaṉ [ˈmuɾəsoli ˈmaːrən]; * 17. August 1934 in Tirukkuvalai; † 23. November 2003 in Chennai) war ein indischer Politiker der Regionalpartei Dravida Munnetra Kazhagam (DMK) aus dem Bundesstaat Tamil Nadu. Er war von 1967 bis zu seinem Tod Mitglied des indischen Parlaments und wichtigster Vertreter der Regionalpartei DMK in der Hauptstadt Neu-Delhi. Maran war von 1989 bis 1990 gesamtindischer Minister für städtische Entwicklung, von 1996 bis 1998 Industrieminister und von 1999 bis zu seinem Tod 2003 Minister für Handel und Industrie. Daneben war Maran Herausgeber und Drehbuchautor.

## Biografie

### Herkunft und Einstieg in die Politik
Murasoli Maran wurde am 17. August 1934 als Thyagaraja Sundaram im Dorf Tirukkuvalai im heutigen Distrikt Nagapattinam nahe Tiruvarur als geboren. Er änderte später aus sprachpuristischen Gründen seinen sanskritischen Geburtsnamen in den tamilischen Namen Maran. Der Namenszusatz Murasoli erhielt er nach der gleichnamigen Zeitschrift, die er herausgab. Seine Ausbildung schloss Maran mit einem Master of Arts am Pachaiappa’s College in Madras (Chennai) ab.
In seiner Studienzeit kam Murasoli Maran mit der Dravidischen Bewegung in Kontakt, die in jener Zeit für eine eigenständige Identität der Tamilen eintrat und wurde Mitglied der tamilisch-nationalistischen Partei Dravida Munnetra Kazhagam (DMK). 1965 beteiligte er sich an den Anti-Hindi-Protesten, die in Tamil Nadu ausbrachen, als die indische Regierung versuchte, Hindi als alleinige Amtssprache einzuführen und wurde in diesem Zusammenhang verhaftet.

### Als Parlamentsabgeordneter und Minister
1967 wurde Murasoli Maran erstmals in einer Nachwahl aus dem Wahlkreis Madras South in die Lok Sabha, das Unterhaus des gesamtindischen Parlaments gewählt. Die Nachwahl war fällig geworden, nachdem der DMK-Führer C. N. Annadurai den Sitz, den er bei der Lok-Sabha-Wahl 1967 gewonnen hatte, aufgegeben hatte, um nach dem Wahlsieg der DMK bei der zeitgleich stattgefundenen Parlamentswahl in Tamil Nadu Chief Minister Tamil Nadus zu werden. Bei der nächsten Lok-Sabha-Wahl 1971 verteidigte Maran seinen Wahlkreis, verlor ihn aber 1977 gegen den Kandidaten der Kongresspartei. Stattdessen ließ sich Maran in die Rajya Sabha, das gesamtindische Oberhaus, wählen, deren Abgeordneter er bis 1995 blieb. 1996 wurde Maran aus dem Wahlkreis Madras Central wieder in die Lok Sabha gewählt. Auch bei den Neuwahlen 1998 und 1999 verteidigte er den Wahlkreis.
Als Abgeordneter in der Lok Sabha und Rajya Sabha war Murasoli Maran das Gesicht der DMK in der Hauptstadt Neu-Delhi und spielte eine wichtige Rolle dabei, die Regierungsbeteiligungen der DMK auf gesamtindischer Ebene einzufädeln. 1989 schloss die DMK sich einem Parteienbündnis unter Führung der Janata Dal (JD) an, dem es gelang, die bis dahin regierende Kongresspartei zu besiegen, und beteiligte sich von 1989 bis 1990 an der Regierung V. P. Singhs. Maran selbst bekleidete dabei das Amt des Ministers für städtische Entwicklung. Zwischen 1996 und 1998 war die DMK erneut Mitglied eines von der JD geführten Regierungsbündnisses. Maran diente während dieser Zeit unter den Premierministern H. D. Deve Gowda und I. K. Gujral als Industrieminister. 1999 war Maran federführend für das innerhalb der DMK umstrittene Manöver, in das Lager der hindunationalistischen Bharatiya Janata Party (BJP) zu wechseln. Daraufhin beteiligte sich die DMK an der BJP-geführten Regierung Atal Bihari Vajpayees, wobei Maran den Posten des Ministers für Handel und Industrie erhielt. In Erinnerung blieb Marans Amtszeit vor allem wegen seiner harten Verhandlungsposition bei der Ministerkonferenz der Welthandelsorganisation (WTO) in Doha 2001.

### Als Herausgeber und Autor
Außer als Politiker tat sich Murasoli Maran als Journalist und Drehbuchautor hervor. Er war Herausgeber des DMK-Parteiorgans Murasoli („Trommelschlag“) und zeichnete für die meisten Wahlprogramme der DMK ab 1977 verantwortlich. Wie viele Akteure der Dravidischen Bewegung hatte Murasoli Maran auch eine enge Verbindung zur tamilischen Filmindustrie. Er schrieb das Drehbuch für 20 Tamil-Filme und führte bei zweien selbst Regie.

### Tod
Murasoli Maran verstarb am 23. November 2003 im Alter von 69 Jahren nach langer Krankheit in einem Krankenhaus in Chennai.

## Familiäres
Murasoli Maran ist ein Neffe M. Karunanidhis, der seit 1969 die DMK führt und mehrmals Chief Minister (Regierungschef) Tamil Nadus war. Seit 1963 war Murasoli Maran mit Mallika Maran verheiratet. Aus der Ehe gingen zwei Söhne und eine Tochter hervor. Der ältere Sohn Kalanidhi Maran (* 1964) ist Inhaber des Konzerns Sun Group, zu der unter anderem der einflussreiche Fernsehsender Sun TV gehört. Der jüngere Sohn Dayanidhi Maran (* 1966) trat nach Murasoli Marans Tod das politische Erbe seines Vaters an: Er beerbte bei der Lok-Sabha-Wahl 2004 Murasoli Marans Wahlkreis und diente von 2004 bis 2007 sowie von 2009 bis 2011 als Minister in der gesamtindischen Regierung Manmohan Singhs.